# 尼姆塔利拱門
尼姆塔利拱門是位於孟加拉國達卡的一座城門，其建造可以追溯到莫臥兒時期。它曾是莫臥兒帝國首席政治官職達卡副總督位於孟加拉省的宮殿入口。
如今這座建築已交由孟加拉亞洲學會使用，並設有孟加拉亞洲學會遺產博物館。向公眾展示18世紀和19世紀達卡的歷史。

## 歷史
尼姆塔利宮殿是18世紀和19世紀管理達卡尼阿巴特（達卡行政區）的副總督住所。達卡尼阿巴特的範圍，則包括今天的達卡、库米拉市、諾阿卡利縣和吉大港市等孟加拉東部地區。該行政區也是莫臥兒帝國的主要財政來源之一，涵蓋德里的帝國法院和莫臥兒帝國穆尔斯希达巴德的孟加拉總督府。而副總督的職責則是負責稅收徵收、與外國貿易公司的關係以及莫臥兒帝國的海軍事務。

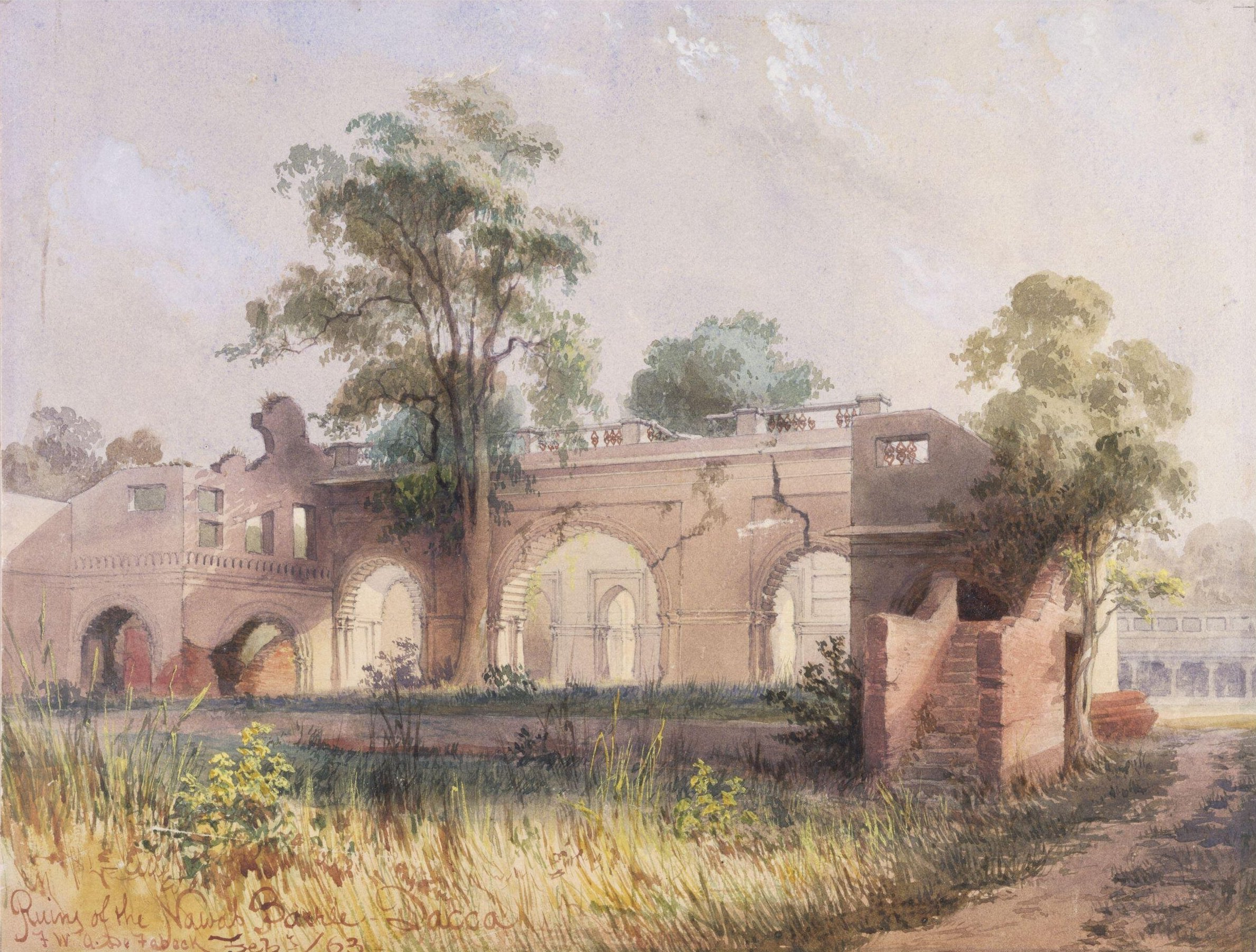
尼姆塔利宮殿，1863年。

其中宮殿的建造始於1765年至1766年期間。然而，隨著不列颠东印度公司於1793年接管達卡，副總督的權力逐漸衰落。雖然副總督們以及達卡的上流社會繼續享受奢華的生活。但隨著英國對印度的控制鞏固，副總督職位最終於1843年被廢除，宮殿最終荒廢。
1953年1月3日，艾哈迈德·哈桑·达尼在尼姆塔利宮殿成立了巴基斯坦亞洲協會。該組織是一個以亞洲學會為藍本的學術團體。1972年，該組織更名為孟加拉亞洲協會。

## 結構
尼姆塔利拱門是印度-伊斯蘭建築的一個典型例子。該拱門有兩個獨特的立面。一側的立面包括兩個懸掛的莫卧儿建筑帳篷。另一側的立面是一個大型莫臥兒風格拱門。這可能是受到「薩伊斯塔汗風格」風格的演變，該風格是達卡獨有的莫臥兒建築風格。
在公眾對維護問題表示關切的情況下，亞洲學會於2009年至2011年間對這個拱門進行廣泛的修復工作。該修復工作得到了孟加拉國文化事務部的支持，以紀念達卡在莫臥兒統治下建城400週年紀念。修復工作的費用為1.5千萬孟加拉塔卡。

### 博物館
當前，該拱門的三層樓內作為公共博物館使用，展示了18世紀和19世紀達卡上流社會的生活。博物館於2019年1月開放。
其中一樓包括展示達卡歷史的記錄影像，以及對亞洲學會創始人達尼的致敬。第二層展示了副總督的個人物品，包括繪畫、盒子和茶杯。三樓擁有最大的展品收藏，跨越莫臥兒和英國時期，包括副總督法庭的模型、瓷器、硬幣、《勞埃德晚報》的剪報、繪畫、紗綢和其他歷史物品。